# IC 3284
IC 3284 ist eine ringförmige Balken-Spiralgalaxie vom Hubble-Typ SBR im Sternbild Jungfrau nördlich der Ekliptik. Sie ist schätzungsweise 347 Millionen Lichtjahre von der Milchstraße entfernt und hat einen Durchmesser von etwa 50.000 Lj. Die Galaxie ist unter der Katalognummer VCC 736 als Mitglied des Virgo-Galaxienhaufens gelistet.
Im selben Himmelsareal befinden sich u. a. die Galaxien NGC 4325, NGC 4352, NGC 4368, IC 3275.
Die Typ-Ia-Supernova SN 2008ar wurde hier beobachtet.
Das Objekt wurde am 7. Mai 1904 von US-amerikanischen Astronomen Royal Harwood Frost entdeckt.